# Janet Leon
Janet Ava Leon (Göteborg, 19 ottobre 1990) è una cantante svedese.
Dal 2003 al 2005 ha fatto parte del gruppo femminile Play. Nel 2009 ha pubblicato il suo primo album solista. Ha partecipato al Melodifestivalen 2013 e al Melodifestivalen 2014.

## Discografia solista
Album
- 2009 - Janet

Singoli
- 2009 - Let Go
- 2009 - Heartache on the Dance Floor
- 2013 - Heartstrings
- 2013 - New Colours
- 2014 - Hollow